# Двойной агент (фильм, 2004)
«Иная лояльность» (англ. Different Loyalty) — художественный фильм 2004 года. Режиссёр — Марек Каневска.

## Сюжет
В 60-х годах в Бейруте американка Салли встречает британского журналиста Лео Коффилда (Руперт Эверетт). После четырёх лет счастливой семейной жизни, однажды Лео ненадолго выходит из дома, но не возвращается. Сначала Салли думает, что с ним произошёл несчастный случай, но через некоторое время обнаруживается, что её муж долгое время был советским агентом и бежал в Москву.

## В ролях
| Актёр            | Роль            |
| ---------------- | --------------- |
| Шэрон Стоун      | Салли Тайлер    |
| Руперт Эверетт   | Лео Коффилд     |
| Джулиан Уэдхем   | Андрей Дарси    |
| Мими Кузык       | Лесли Куиннелл  |
| Майкл Кокрейн    | Дик Мэдсен      |
| Джим Пиддок      | Джордж Куиннелл |
| Ричард МакМиллэн |                 |
| Эмили ВанКэмп    | Джен Тайлер     |
| Тамара Хоуп      | Люси Коффилд    |
| Сергей Приселков | русский агент   |